# Luiz Eurico Tejera Lisbôa
Luiz Eurico Tejera Lisbôa (Porto União, 19 de janeiro de 1948 —  São Paulo, 3 de setembro 1972) foi um escriturário e militante político brasileiro. Filho de Eurico Siqueira Lisboa e Clélia Tejera Lisbôa, foi membro da Ação Libertadora Nacional (ALN) e preso pela ditadura militar em 1972, tendo ficado desaparecido por sete anos. 
É um dos casos investigados pela Comissão da Verdade, que apura mortes e desaparecimentos na Ditadura militar brasileira.

## Biografia
Primogênito de sete irmãos (sendo um deles o músico Nei Lisboa). Iniciou sua militância política na Juventude Estudantil Católica (JEC), depois integrou o Partido Comunista Brasileiro (PCB), a VAR-Palmares e a Ação Libertadora Nacional (ALN). 
Nasceu em Porto União, no estado de Santa Catarina, e morou em diferentes cidades catarinenses, sendo elas Caçador, Tubarão, Itajaí e Florianópolis. No ano de 1957, sua família mudou-se para o Rio Grande do Sul. Estudou no Colégio Santa Terezinha e no Colégio Nossa Senhora do Carmo em Caxias do Sul e cursou o ensino médio na Escola Cristóvão de Mendonça, quando ocorreu a intervenção militar em 1964. Nesse momento, aos 16 anos de idade, Luiz escreveu um manifesto contra a ditadura, que assinou e distribuiu de porta em porta. Logo foi ameaçado por um professor militar e, com medo das consequências, mudou-se para a capital do estado, Porto Alegre. Na cidade, ingressou no Colégio Estadual Júlio de Castilhos, conhecido popularmente como "Julinho", onde entrou na militância política organizada e na JEC. 
Nesse período, entre os anos 1967 e 1968, o movimento secundarista de Porto Alegre ganhou bastante destaque com grandes manifestações, que chamaram a atenção dos órgãos de segurança. Luiz Eurico tinha uma militância e participação destacada no movimento e, por conta disso, passou a ser preso preventivamente sempre que haviam anúncios de protestos. O jovem ainda era um dos diretores da União Gaúcha dos Estudantes Secundários (UGES), entidade que os militares ainda não haviam fechado. 
Em maio de 1968, Luiz Eurico foi preso dentro do colégio junto com Cláudio Antônio Weyne Gutierrez, outro diretor da UGES. Os jovens foram denunciados pela direção da escola ao DOPS, pois estavam tentando entregar um abaixo assinado pedindo pela reabertura do Grêmio Estudantil. A entidade foi fechada, mas, mesmo assim, seus membros se reuniam em uma barraca na frente da escola, onde promoviam assembleias e passeatas. 
Os dois secundaristas foram levados ao DOPS, onde permaneceram presos por três semanas sem nenhuma forma de comunicação. Luiz Eurico e Cláudio foram mantidos em uma cela fechada, com pouca ventilação, cercados por baratas e passando por interrogações e ameaças constantes. Em julho, os dois foram enquadrados na Lei de Segurança Nacional (LSN) e foram novamente presos, dessa vez por duas semanas. O motivo da prisão foi pela tentativa de reabertura de entidade ilegal.
Com a radicalização política, Lisbôa sentiu a necessidade de adotar novos posicionamentos políticos e começou a militar na VAR-Palmares e na ALN. 
Casou-se com com Suzana Keniger Lisbôa em março de 1969 e começou a trabalhar como escriturário no Serviço Nacional de Aprendizagem Industrial (SENAI). Luiz foi absolvido da acusação de tentativa de reabertura ilegal do Grêmio Estudantil e compareceu à Auditoria Militar no dia do julgamento. Porém, em outubro do mesmo ano, o inquérito policial-militar no qual tinha sido absolvido por unanimidade foi reaberto e teve que começar a viver na clandestinidade após ser condenado a seis meses de prisão. Luiz tomou consciência de sua situação legal com uma notícia de jornal que anunciava a voz de prisão, o que fez com que o casal optasse por se esconder. 
Esteve algum tempo em Cuba, retornando ao Brasil em 1971, na tentativa de reorganizar a ALN em Porto Alegre. Foi preso em circunstâncias desconhecidas em São Paulo, na primeira semana de setembro de 1972 e ficou desaparecido por sete anos. Supõe-se que tenha morrido poucos dias depois do rapto, sob tortura, aos 24 anos de idade.

## Legado
Somente em junho de 1979 o Comitê Brasileiro pela Anistia conseguiu localizar o corpo de Luiz Eurico, enterrado com o nome de Nelson Bueno, no Cemitério Dom Bosco em Perus, São Paulo. Dentre os desaparecidos políticos do período da ditadura militar, Luiz Eurico Tejera Lisbôa foi o primeiro cujo corpo foi encontrado. 
Dois meses depois, uma foto de Luiz Eurico foi capa de várias revistas nacionais e a carta escrita por sua mãe, Clélia Tejera Lisbôa, com o título "Não choro de pena de meu filho", tornou-se um símbolo da luta pela anistia e pelo reconhecimento da existência dos desaparecidos políticos no Brasil.
Em 1993, a Editora Tchê, em parceria com o Instituto Estadual do Livro do Rio Grande do Sul, publicou o livro "Condições Ideais para o Amor" , com poesias e cartas de Luiz Eurico Tejera Lisbôa e depoimentos de pessoas que o conheceram, edição organizada por Antônio Hohlfeldt. 
O título do livro foi retirado do texto de uma carta escrita por ele a sua companheira Suzana, em 5 de julho de 1968:
"Fiquei com pena de todos eles, Suzana. Dos que mentem, dos que invejam, dos empertigados, dos ambiciosos, dos que fazem do amor um remédio, um passatempo, um negócio, um paliativo. E percebi quão poucos entre nós chegaram ao sentido final do combate que travamos. Eles não compreendem, Suzana, que nós somos um momento na luta que o Homem vem enfrentando através da História, cada vez mais conscientemente, pela felicidade. Não entendem que nós buscamos, em última análise, as condições ideais para o amor. Tanto no plano coletivo, como individual." 
Em junho de 2013, laudo da Comissão Nacional da Verdade refutou a versão oficial de que Luiz Eurico tinha cometido suicídio. 
Luiz Eurico Tejera Lisbôa é hoje nome de rua em Porto Alegre (Bairro Rubem Berta), Caxias do Sul (Bairro Nossa Senhora de Fátima) e Criciúma (Bairro Vila Vitória).